# 费尔蒙科普利广场酒店
费尔蒙科普利广场酒店（英語：The Fairmont Copley Plaza Hotel）是美国波士顿的一个著名酒店，位于市中心的科普利广场南侧，与广场周围的约翰·汉考克大厦、三一堂和波士顿公共图书馆麦金楼组成一组建筑群。费尔蒙科普利广场酒店位于波士頓美術館原址，得名于美国画家约翰·辛格顿·科普利。总成本为550万美元。酒店的建筑师亨利·詹韦·哈登伯格设计的酒店还包括华盛顿威拉德酒店和纽约市广场饭店，科普利广场酒店的姐妹酒店。这座7层楼的酒店用石灰石和浅黄色的砖建造，布杂艺术风格。桩基深达地下70英尺（21）。1912年的开业典礼由波士顿市长约翰·F·菲茨杰拉德主持，接待逾千客人。客房提前16个月已被预订一空。第一任经理任职22年，住在酒店，由于他和酒店的声望，讣告登载在《纽约时报》。2012年8月16日，波士顿市长托马斯·梅尼诺主持了酒店百年庆典的剪彩仪式。

## 所有权
在20世纪50年代初，这家酒店被喜来登酒店买下，名为喜来登广场酒店。1973年卖给约翰·汉考克保险后，又恢复了以前的名字。1989年，约翰·汉考克将其出售给哈佛大学。在20世纪90年代中期，哈佛引进温德姆酒店及度假村管理，成为温德姆科普利广场酒店。1996年9月，费尔蒙酒店及度假村从哈佛买进酒店，并将其更名为费尔蒙科普利广场。2010年，费尔蒙将酒店出售给费尔科旅业信托公司，放弃房地产直接所有权，但继续负责管理。

## 特点

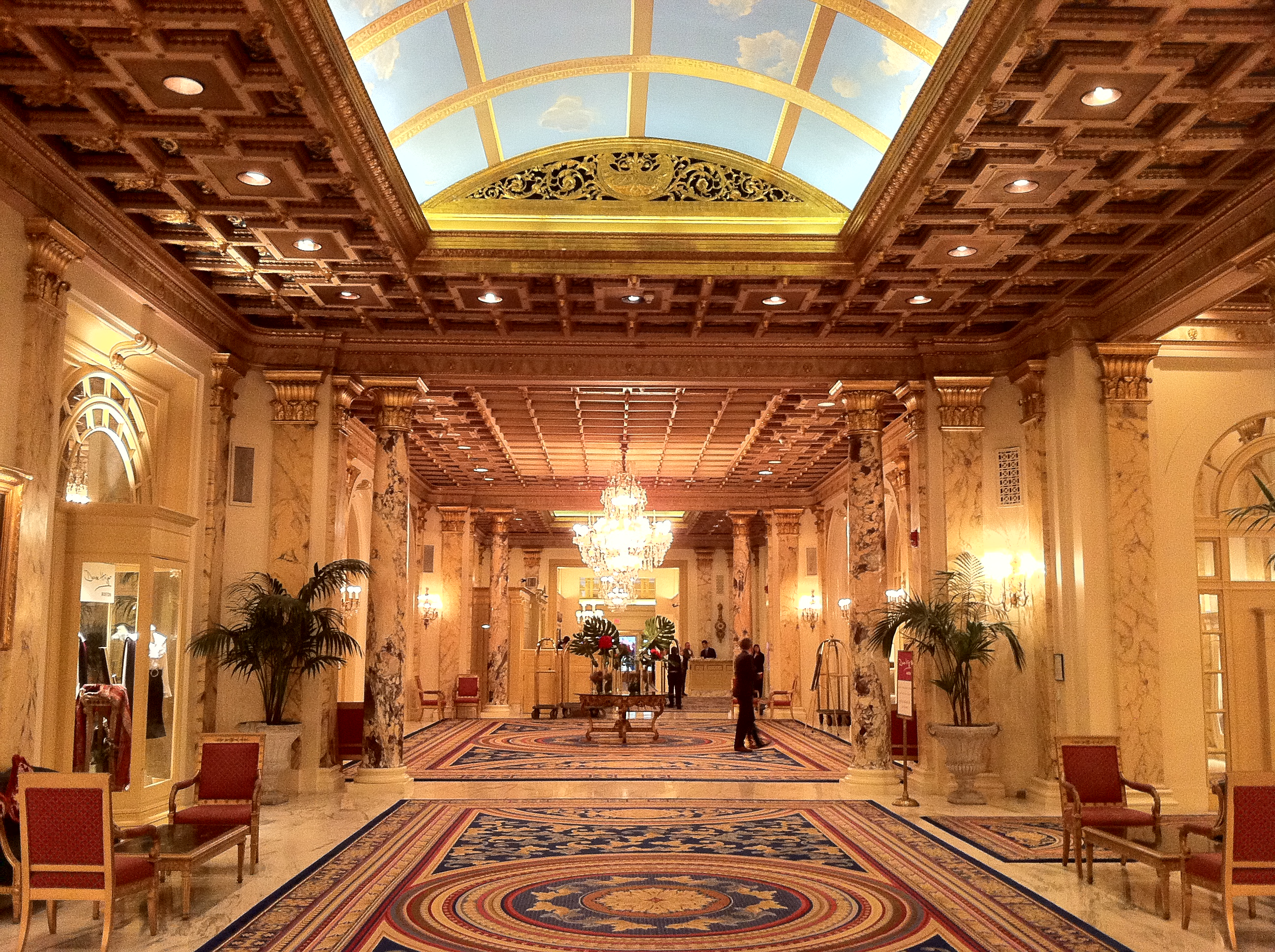
大堂

酒店大堂5,000平方英尺（460平方米），镀金天花板高21英尺（6.4米），配以帝国风格水晶吊灯和意大利大理石柱。古典建筑和装饰的大部分被保存下来。该酒店拥有以下的行业第一：波士顿第一个完全使用空调、第一个酒店拥有国际预订系统，以及第一个接受信用卡的酒店。

## 活动
从开业以来，酒店是波士顿精英的社会生活的中心。1913年，小汉密尔顿菲舍举行了“四旬斋舞会”，“来自纽约，费城，芝加哥，华盛顿和波士顿的社交领袖...迎接日光的到来。”在20世纪20年代，约翰·辛格·沙金在此长住，创作肖像画。沙金使用酒店的一名员工，黑人电梯操作员托马斯McKeller担任波士顿美术馆阿波罗雕像的模特。1921年11月23日，美国参议员约翰·克里的祖父弗雷德里克在这家酒店的厕所开枪自杀。1935年2月，为贝比·鲁斯效力纽约洋基队16年后返回波士顿而举行的庆祝晚宴在此举行。 1940年，辛辛那提红人队员威拉德·赫什伯格在旅馆房间切开喉咙自杀。1979年3月29日，心怀不满的前雇员在科普利广场酒店和附近的波士顿喜来登酒店纵火。科普利广场酒店当时有430人，30人受伤，1人死亡。受伤者中有媒体大亨萨默·雷石东，他从三楼窗口逃出存活，但手 部分瘫痪。电影导演罗布·科恩也从火中救出。

## 客人

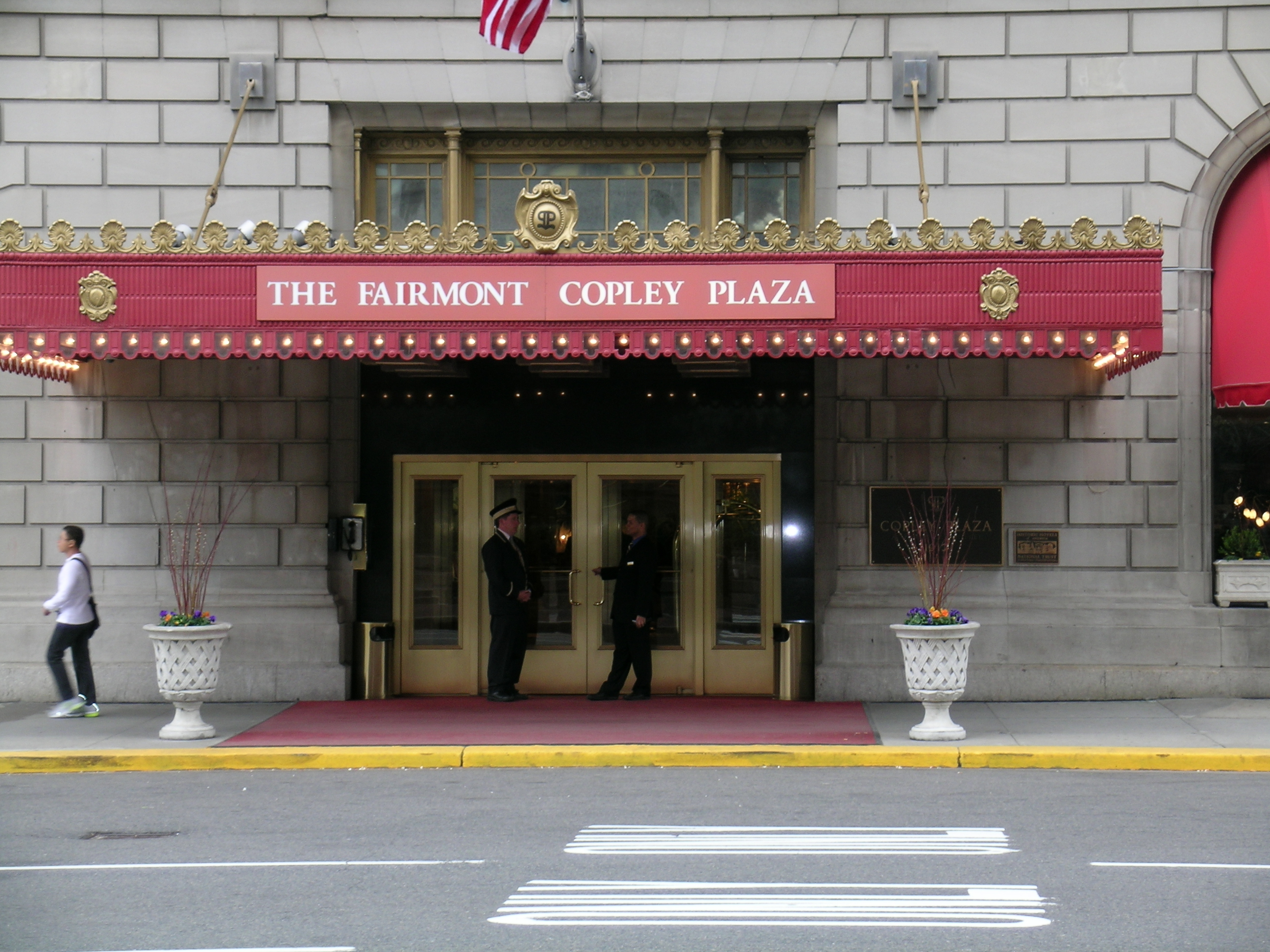
达特茅斯街入口处

科普利广场酒店曾接待许多著名人物的入住。自威廉·霍华德·塔夫脱以来历任美国总统，希腊、泰国、阿比西尼亚、沙烏地阿拉伯、伊朗、比利时、丹麦和英国王室参观了酒店。托尼·贝内特、蓮納·荷恩、弗兰克·西纳特拉和卢奇亚诺·帕瓦罗蒂等名人都曾入住该酒店。伊丽莎白·泰勒和理查德·伯顿选择科普利广场酒店度第二次蜜月。

## 外部連結
- Fairmont Copley Plaza on Historic Hotels of America
- Wulff, June. . Boston Globe. 2005-08-15  [2009-08-12]. （原始内容存档于2016-03-03）.
- Associated Press. . New York Times. 1987-12-03  [2009-08-12]. （原始内容存档于2017-11-07）.